# 生人迴避 (1993年電影)
《生人迴避》（英語：Witchboard 2: The Devil's Doorway）是一部1993年美國超自然恐怖電影，由凱文·坦尼編劇和導演，讲述艾米·多南茲飾演的藝術家她被新公寓以前房客的鬼魂附身的故事。本片是1986年電影《魔盤驚魂》的續集，其后是1995年《生人迴避3》。該片於1993年9月10日在美國院线有限上映。

## 剧情
佩奇是一位年輕的會計師，搬進了洛杉矶磯一間寬敞的閣樓公寓，公寓主人是喬納斯和他古怪的妻子伊萊恩。佩奇的警察男友米奇對她搬出家感到憤怒，还让她放弃了成為藝術家的梦想。在衣櫥裡，佩奇發現了一塊通靈板。玩通靈板時，佩奇開始收到一個自稱蘇珊的實體的訊息。一开始，通靈板正確預測出佩奇在會計師事務所的工作将要獲得晉升。佩奇詢問同樓的幾位租戶，得知有位名叫蘇珊·悉尼的女子以前住在她的房间裡。
當佩奇再次使用通靈板聯繫蘇珊時，喬納斯在他的店裡遭到骚灵的襲擊，惡鬼向他扔锋利的工具。他將自己鎖在鍋爐房內，结果鍋爐過熱爆炸把他烧死。佩奇開始遭受噩夢的折磨，激發她創作了幾幅令人不安的畫作，畫中的女人她認為是蘇珊。在喬納斯的葬禮上，同樓的攝影師拉塞尔告訴佩奇，蘇珊是一位異國風情的舞者，她和喬納斯用性交易換取租金。佩奇問起蘇珊是怎麼死的，拉塞爾告訴他，據他所知，她還活著，但自從兩年前她被赶走以后，他就沒有見過她。佩奇再次使用通靈板，通靈板堅稱自己是蘇珊，还说她是被謀殺的。
佩奇要求米奇搜尋與蘇珊·悉尼謀殺案有關的記錄，但他沒有發現任何跡象表明这个人曾經存在過。佩奇大聲呼喚透過通靈板溝通的實體，这时閣樓窗戶的窗簾猛地關上了。佩奇嚇壞了，拉塞尔和伊萊恩聽到了她的尖叫聲，急忙赶来。三人決定一起使用通靈板，想要與蘇珊溝通。通靈板將他們引導至「住宅區」（uptown）；在談話中，米奇告訴佩奇，城外有一個同名的树林。佩奇確信蘇珊被殺后埋在那裡，讓拉塞尔帶她去那個地方，但他們撞见了米奇，嚇了一跳。米奇護送佩奇回家。
米奇隨後在一場車禍中受傷，他的車輛被那个實體劫持。同時，拉塞尔告訴佩奇，歷史上通靈板都是女巫用來聯繫惡魔的，而這很可能就是她正在與之交流的東西。然而，佩奇堅持認為這個實體就是蘇珊。拉塞爾指出了「逐步誘捕」的症狀，即惡魔透過通靈板控制受害者；佩奇表現出了一些變化，明显体现在她的行為和氣質等方面。然而，佩奇拿出一隻屬於蘇珊的耳環，拉塞尔也终于確信了那是蘇珊。不久之後，伊萊恩在一場事故中喪生。
佩奇意識到，之前引導她前往“住宅區”的消息實際上是“厄普頓”（Upton），就是拉塞尔的摄影公司的名字。推测出拉塞尔謀殺了蘇珊后，佩奇想要逃離拉塞尔，把自己鎖在臥室裡。拉塞尔試圖破門而入，卻被已經出院的米奇阻止。真相揭曉，兇手其实是是伊萊恩，喬納斯是她的共犯。然後佩奇從房間裡出來，不过已经化身為蘇珊。她把米奇扔出了窗戶，但他設法抓住了防火梯。米奇設法再次進入公寓，同时蘇珊已经用斧頭殺死了拉塞爾。蘇珊在自己和佩奇之間變換形体。蘇珊打算杀害米奇，但米奇懇求佩奇對抗蘇珊的靈魂。最后，佩奇摧毀了通灵板，苏珊也就被驅逐出佩奇的身体。